# Sindabur
Sindabur o Sandabur fou un port de la costa occidental de l'Índia, esmentat per autors àrabs entre els quals Al-Idrissí. Era un port utilitzat pels mercaders musulmans que anaven a l'Índia. Se l'identifica amb Siddhapur o Shiddapur o bé amb Shadashivagad 80 km al sud de Goa.